# ホセ・ガジェゴス・イ・アルノサ
ホセ・ガジェゴス・イ・アルノサ（José Gallegos y Arnosa、1857年5月3日 - 1917年9月20日）はスペインの画家、彫刻家である。「オリエンタリズム」の絵画や、聖職者の日常などを描いた。

## 略歴
アンダルシア州カディス県のヘレス・デ・ラ・フロンテーラで生まれた。父親はぶどう酒の会社で働いていた。同郷の友人、サルバドール・サンチェス・バルブード(Salvador Sánchez Barbudo: 1857-1917)と、美術に強い興味を持ち、ヘレス・デ・ラ・フロンテーラの画家、Luis Sevil (1817-1893)のアトリエを2人でしばしば訪ねた。1873年に父親の会社のオーナーがパトロンになって、マドリードに送られ、王立サン・フェルナンド美術アカデミーに入学し、フェデリコ・デ・マドラーソに学んだ。オリエンタリズムの絵画に興味を持ち、チュニジアやモロッコを旅し、1878年に発表した絵画「アラブの婚礼」は政府に買い上げられた 。
さらにパトロンの支援を受けてイタリアに留学し、1879年にはサンチェス・バルブードとモロッコのタンジェを訪れた。1880年までにローマを拠点に活動するようになり、ミュンヘン、ロンドン、パリ、ベルリンも訪れた。1887年にイタリア人女性と結婚したが、1897年に妻が亡くなり、1900年に23歳年下のイギリス人で牧師の娘と再婚した。オランダの画商やロンドンの画商を通じてガジェゴス・イ・アルノサの絵はよく売れた。
彫刻家、建築家としては、故郷のヘレス・デ・ラ・フロンテーラのサンチャゴ教会(Iglesia de Santiago)の装飾のための彫像を制作した。
毎年夏はローマ県の港町、アンツィオ近くのネットゥーノの別荘で過ごしていたが、イノシシを狩りで事故に合い、ケガの治療中にアンツィオで脳卒中で亡くなった。

## 作品

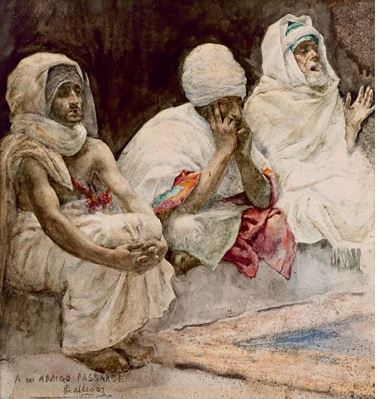
アラブの瞑想
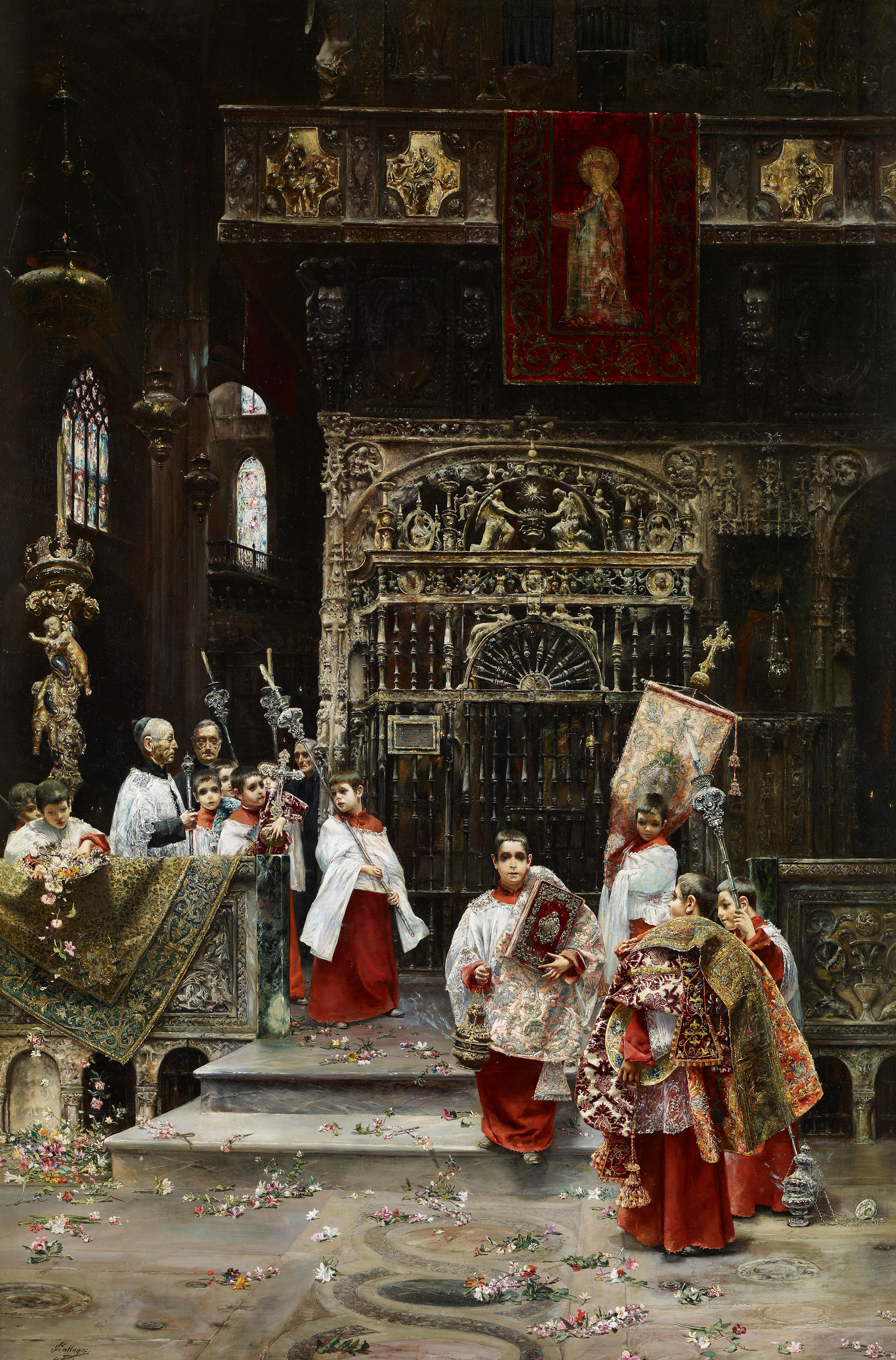
少年聖歌隊
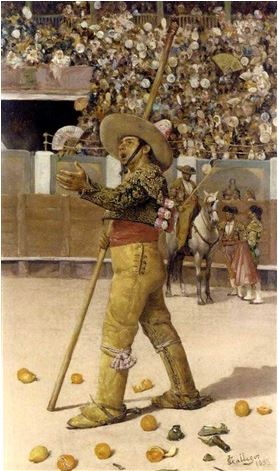
ピカドール (1889)
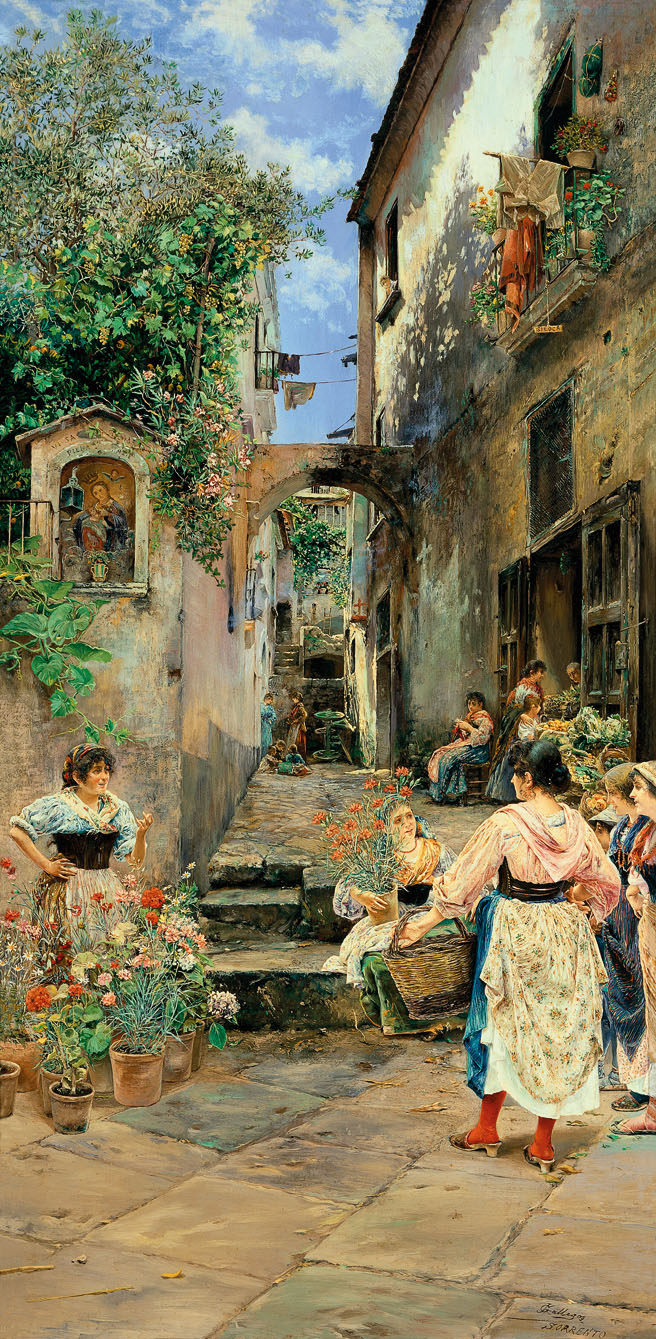
噂話 (1893)